# استیو مک‌کری
استیو مک‌کری (به انگلیسی: Steve McCurry) عکاس اهل ایالات متحده آمریکا است. وی در سال ۱۹۵۰ در فیلادلفیا متولد شد و در دانشگاه ایالتی پینسیلوانیا به تحصیل در رشتهٔ سینما پرداخت. مک‌کری عکاسی خبری را به‌صورت حرفه‌ای از جنگ شوروی در افغانستان آغاز کرد.
وی با چاپ عکس یک دختر افغان در مجله انجمن نشنال جئوگرافیک به شهرت جهانی رسید؛ تصویری که عنوان «فراموش‌نشدنی‌ترین عکس» را به خود اختصاص داد و چهرهٔ دختر را تبدیل به مشهورترین عکس روی جلد در تمام انتشارات ماه ژوئن ۱۹۸۵ کرد. این عکس همچنین در بروشورها، پوسترها و تقویم‌های کمک‌های بین‌المللی مورد استفاده‌های مکرر قرار گرفت. هویت «دختر افغان» برای ۱۵ سال پنهان بود تا این‌که مک‌کری نام او یعنی «شربت‌گُل» را به همه معرفی کرد. این عکس تبدیل به جنجالی‌ترین تصویر شد و در اندازه‌های بزرگ و تعداد انبوه به چاپ رسید و نیز توانست مدال طلای مسابقه رابرت کاپا را به‌خاطر بهترین گزارش تصویری از آن خود کند.
استیو مک‌کری قبل از همکاری با مجلهٔ نشنال جئوگرافی، طی سفرهایش به شبه‌قارهٔ هند در اواخر دههٔ ۱۹۷۰ متوجه علاقهٔ شدید خود به عکاسی شد. وی در ابتدا برای یک روزنامهٔ محلی کار می‌کرد و از نشست‌ها، مسابقات کشتی مدارس و مسابقات فوتبال به‌صورت سیاه و سفید عکس می‌گرفت ولی کارنامهٔ کاری او به اندازه‌ای خوب نبود که بتواند جذب روزنامه‌های بزرگتر شود. خود او می‌گوید: «به این نتیجه رسیدم چیزی که من را مجذوب می‌کرد سفر کردن بود، در نتیجه کارم را رها کردم. اما تا آن زمان تجربهٔ عکاسی رنگی را نداشتم و می‌دانستم که مجلات سراسر جهان خواهان عکس‌های رنگی هستند.» بنابراین او ۲۰۰ حلقه فیلم کداکروم با خود به هند برد.
او کار کردن روی تضادها و کشمکش‌های بین‌المللی را ادامه داد، از جمله جنگ‌های ایران و عراق، بیروت، کامبوج، فیلیپین، جنگ خلیج و جنگ افغانستان. عکس‌های مک‌کری به‌صورت جهانی در مجلات زیادی به چاپ رسیده و همین‌طور به‌صورت دائمی با مجلهٔ انجمن نشنال جئوگرافیک همکاری می‌کند.
او به عکاسان جوان نصیحت می‌کند: «اگر می‌خواهید عکاس موفقی شوید باید عکس‌های زیادی بگیرید. گاهی به عکس‌های عکاسانی نگاه می‌کنید که کارهایشان مورد تحسین است زیرا آن‌ها موضوع یا مکان خاصی را پیدا می‌کنند و در آن عمیق می‌شوند که این زمان زیادی خواهد برد و این موفقیت برای هر کس میسر و ساده نیست.»
در حملات ۱۱ سپتامبر مک‌کری در استودیویش بود که هواپیماها به برج‌های دوقلو برخورد کردند او به‌سرعت به سمت شلوغی رفت و عکس‌هایش در کتابی با عنوان «۱۱ سپتامبر در نیویورک» چاپ شد که مجموعه عکس‌های عکاسان مگنوم بود.
مک‌کری از سال ۱۹۸۶ به عضویت آژانس عکس مگنوم درآمده است.

## خانهٔ استیو کاشان
در سال ۱۳۹۸ شمسی، حسین فرمانی به کمک حسن روشن‌بخت و حسین روشن‌بخت در شهر کاشان برای استیو مک‌کوری موزه‌ای تأسیس کردند. این موزه که در بافتِ قدیمی کاشان و در خانه‌ای تاریخی قرار گرفته، حاوی ۲۴۰ قطعه عکس از دورهٔ کاری این عکاسِ معروف است. این مجموعه که همه‌روزه از ساعتِ ۵ تا ۹ پذیرای بازدیدکنندگان است خانه استیو کاشان نام دارد. حسین فرمانی، مجموعه‌دار عکس و گالریستِ مطرحِ ایرانی هدف از ایجادِ این موزه را کمک به جامعهٔ عکاسی ایران عنوان می‌کند. برداران روشن‌بخت که عملیات طراحی و مرمتِ بنا را عهده‌دار بودند در این رابطه می‌گویند: اصل کلی در طراحی و مرمتِ خانه استیو رعایت اصل سادگی‌ست. ما در این بنا سعی کردیم تا ترکیبِ مناسبی از معماری سنتی و المان‌های مدرن ایجاد کنیم.